# Roding
Roding (pronunciación en alemán: /ˈʁoːdɪŋ/ⓘ) es un municipio situado en el distrito de Cham, en el estado federado de Baviera (Alemania), con una población a finales de 2016 de unos 11 706 habitantes.
Se encuentra ubicado al este del estado, en la región de Alto Palatinado, cerca de la frontera con República Checa.